# آرلینگتون هایتس (واشینگتن)
آرلینگتون هایتس (به انگلیسی: Arlington Heights) یک منطقهٔ مسکونی در ایالات متحده آمریکا است که در شهرستان اسنوهومیش، واشینگتن واقع شده‌است. آرلینگتون هایتس ۲۹٫۴ کیلومتر مربع مساحت و ۲٬۲۸۴ نفر جمعیت دارد و ۹۴ متر بالاتر از سطح دریا واقع شده‌است.